# Michail Michailowitsch Buturlin
Michail Michailowitsch Buturlin (russisch Михаил Михайлович Бутурлин; * 12. Mai 1978 in Moskau, Russische SFSR; † 27. Juni 2017) war ein russischer Eishockeyspieler und -schiedsrichter, der in seiner aktiven Zeit von 1997 bis 2007 unter anderem mit dem HK ZSKA Moskau, Kristall Elektrostal, HK Lada Toljatti und Amur Chabarowsk in der Superliga gespielt hat.

## Karriere
Michail Buturlin begann seine Karriere als Eishockeyspieler beim HK ZSKA Moskau, für dessen Profimannschaft er von 1997 bis 1999 in der russischen Superliga aktiv war. Anschließend spielte der Center ein Jahr lang für dessen Ligarivalen Kristall Elektrostal. Von 2000 bis 2003 spielte er für Kristall Saratow und Witjas Podolsk in der zweitklassigen Wysschaja Liga. Für die Saison 2003/04 wechselte der Russe zum HK Dinamo Minsk in die belarussische Extraliga. Anschließend verbrachte er eine weitere Spielzeit in der Wysschaja Liga, in der er für seine Ex-Clubs Kristall Saratow und Witjas Tschechow, das mittlerweile umgesiedelt worden war, auflief. Die Saison 2005/06 begann er erneut beim HK Dinamo Minsk in Belarus und beendete sie beim HK Lada Toljatti in Russland. Mit Toljatti gewann er 2006 den IIHF Continental Cup. Diesen Erfolg konnte er 2007 mit dem HK Junost Minsk wiederholen. Zuvor hatte er die Spielzeit allerdings bei Amur Chabarowsk in Russland begonnen. Am Saisonende beendete er im Alter von 29 Jahren seine Karriere.
Nach Beendigung seiner Karriere war er bis zu seinem Tod als Schiedsrichter tätig.

## Erfolge und Auszeichnungen
- 2006 IIHF-Continental-Cup-Gewinn mit dem HK Lada Toljatti
- 2007 IIHF-Continental-Cup-Gewinn mit dem HK Junost Minsk